# Роберт Плант
Ро́берт Е́нтоні Пла́нт (англ. Robert Anthony Plant, нар. 20 серпня 1948 року у Вест-Бромвіч, Вест-Мідлендс) — британський рок-співак, відомий перш за все участю в групі «Led Zeppelin». Після розпаду групи Плант почав успішну сольну кар'єру, яка триває донині. З 31 грудня 2008 року командор ордена Британської імперії.
За результатами голосування радіостанції Planet Rock Планта визнано найкращим рок-вокалістом всіх часів.

## Життя та творчість

### Ранні роки
Роберт Ентоні Плант народився 20 серпня 1948 року у Вест-Бромвіч, Вест-Мідлендс, Англія. Його батько: Роберт Плант — інженер-будівельник, ветеран Повітряних сил Великої Британії; матір: Енні Кейн, жінка була циганського походження. Юний Роберт навчався в середній школі імені короля Едуарда VI у Стаурбріджі. Роберт проявив інтерес до співу, блюза і рок-н-ролу у ранньому віці. У тому ж місті, будучи підлітком, він вперше вийшов на сцену у «Клубі Семи Зірок Блюзу» («Seven Stars Blues Club»). Спочатку батьки Роберта несхвалювали його зацікавленість музикою та хотіли щоб він став бухгалтером.
Після участі в декількох місцевих групах, одна з яких називалася «Crawling King Snakes», Роберт Плант приєднався до бірмінгемської групи «Band Of Joy». Група зазнала деяких змін складу, з яких постійним колегою Планта став барабанщик Джон Бонем. Плант випустив кілька синглів, на одному з яких він співав з групою під назвою «Listen», а на іншому працював з ветераном британського блюзу Алексісом Корнером.
Роберт Плант зустрівся зі своєю майбутньою дружиною Маурін Вілсон в 1966 році, а 9 листопада 1968 року вони одружилися. Згодом він став батьком трьох дітей: дочки Кармен (1968) і синів Карака (1972—1977) та Логана (1979).

### «Led Zeppelin»
Влітку 1968 року сталася подія, яка різко змінила кар'єру Роберта Планта, на один з його виступів в Бірмінгемі приїхав гітарист з «The Yardbirds» Джиммі Пейдж, який шукав вокаліста для своєї нової групи. Популярний британський виконавець Террі Рід порадив Пейджу подивитися на «молодого, але дуже талановитого соліста». На той момент група «The Yardbirds» складалася тільки з двох музикантів — Джиммі Пейджа та бас-гітариста і аранжувальника Джона Пола Джонса.
Сильний блюзовий голос Роберта Планта сподобалися Джиммі Пейджу і він запропонував молодому вокалісту місце в групі «The Yardbirds». Інтереси та музичні уподобання Планта і Пейджа виявилися схожими. Згодом, Плант привів до групи свого товариша — Джона Бонема, у «The Yardbirds» стало 4 музиканта. Їх перша спільна репетиція пройшла влітку 1968-го, яка показала, що у групи великий потенціал. Новостворена група отримала назву «New Yardbirds», після проведення «контрактних» концертів, назва була змінена на «Led Zeppelin» (цю назву придумав Кіт Мун — ударник з групи «The Who»). Перший виступ групи під назвою «Led Zeppelin» відбувся 25 жовтня 1968 року. Через кілька років «Led Zeppelin» завоювали титул однієї з найвизначніших рок-груп, який зберігається до сьогодні.
Починаючи з альбому «Led Zeppelin I» Плант заявив про себе як про видатного вокаліста — він став очолювати різні списки опитувань, як журналістських, так і «народних». З часом, вокал Роберта Планта вплинув на цілу плеяду видатних рок-виконавців, наприклад: Стівен Тайлер, Пол Стенлі, Фредді Мерк'юрі, Джеф Баклі, Ексл Роуз.
У альбомі «Led Zeppelin II» вперше проявився талант Планта як автора пісень, натхнення він черпав з творів Джона Р. Р. Толкіна. Пісня «Ramble On» (так само як і більш пізні композиції «The Battle of Evermore» і «Misty Mountain Hop») містять міні-цитати з «Володаря перснів». Значна частина ранніх пісень Планта була блюзовою стилізацією, у якій він відмовився від смислового навантаження, відкриваючи простір для прямого музичного впливу (композиції «The Lemon Song», «Trampled Under Foot», «Black Dog»).

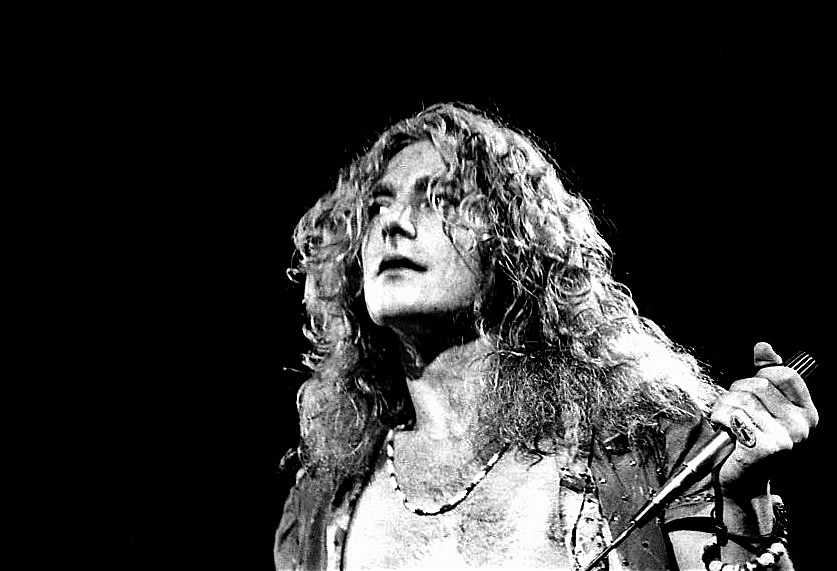
Роберт Плант часів «Led Zeppelin»

Для роботи над альбомом «Led Zeppelin III» Роберт Плант вибрав валлійський котедж «Брон-эр-айр» («Bron Yr Aur»), де відпочивав в дитинстві. Платівка була з подивом зустрінута багатьма критиками, котрі чекали від групи мелодій з важкими ритмами. Альбом «Led Zeppelin III» став одним з найулюблених для Планта: він з самого початку вважав, що група повинна ускладнювати аранжування, використовувати більше акустичної музики і віддалитися від стилю хеві-метал, до якого більшість публіки її відносила.
Авторською вершиною Планта вважається «Led Zeppelin IV» і «Stairway To Heaven» — пісня з загадковим текстом, насиченим містичними і екзистенційними натяками і образами. Однією з найкращих у творчості Планта вважається лірика до пісень «Kashmir» і «Achilles Last Stand». Усупереч поширеній на початку 1970-х років думці, що за все містичне в творчості «Led Zeppelin» «відповідає» Джиммі Пейдж (якому приписувалося і захоплення чорною магією), в дійсності все це — поетичні імпровізації Роберта Планта. У текстах пісень «No Quarter» і «Immigrant Song» Плант віддав данину своєму захопленню скандинавським фольклором. До містицизму в ширшому сенсі має відношення пісня «The Rain Song» (де згадуються язичницькі ритуали).
Пристрасть до пізнання екзотичних музичних культур привела Планта до дослідження музики Північної Африки: вперше це проявилося у пісні «Kashmir» і пізніше — в спільному з Пейджем альбомі «No Quarter: Jimmy Page and Robert Plant Unledded» (1994) і сольних альбомах (зокрема, «Dreamland» 2002 року).

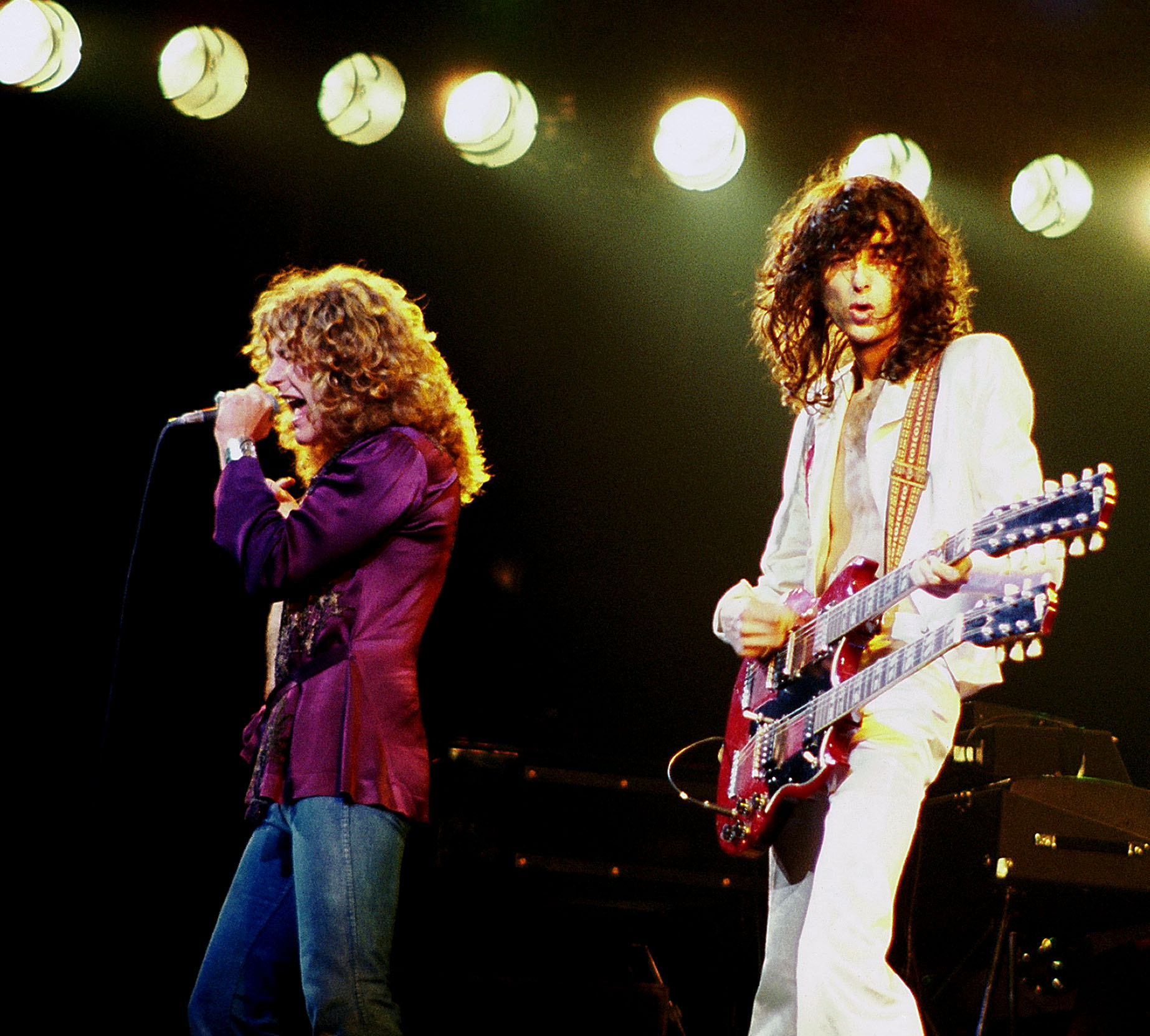
Плант (ліворуч) та Джиммі Пейдж на концерті «Led Zeppelin» (1977)

На концертах «Led Zeppelin» Плант часто пускався в імпровізації, видаючи нові слова і вірші у текстах пісень. Також незвичайним був талант Планта голосом копіювати гру гітариста (у піснях «How Many More Times», «Dazed and Confused», «You Shook Me», «Nobody's Fault But Mine», «Sick Again»). На сцені Плант завжди поводився легко і невимушено, вступаючи з аудиторією в жартівливі бесіди — такий стиль сценічної клоунади незабаром стали називати «плантаціями» («plantations»). Деякою мірою у Роберта Планта була схільність до нарцисизму супутнім з іміджем «рок-божества» (яким він іноді себе іронічно називав). У 1975 році, Плант з балкону готелю «Континентал Хайатт Хаус» в Лос-Анджелесі проголосив: «Я — златокудрий Бог!» (цей епізод пізніше режисер Кемерон Кроу показав у своєму фільмі «Майже знаменитий» («Almost Famous»)).
У «Led Zeppelin», які уникали спілкування з пресою, не випускали сингли у Великій Британії, не виступали на телебаченні і вважали себе концертною групою, були злети і падіння популярності. Досягнувши піку популярності в середині 1970-х, група неодноразово опинялася на межі розпаду наприкінці цього десятиліття. Остаточний розпад групи відбувся у 1980 році, після смерті Джона Бонема. Музиканти «Led Zeppelin» розглядали себе, як цілісний організм, тому втрата одного з учасників привела до завершення кар'єри групи. 4 грудня 1980 року в пресі з'явилася офіційна заява «Led Zeppelin»: 
| «Втрата нашого дорогого друга і почуття гармонії, яку ми всі відчували, привело нас до рішення, що в колишньому вигляді ми існувати не можемо». |

### Сольна кар'єра
Після розформування «Led Zeppelin» Плант зайнявся сольною кар'єрою. У 1982 році вийшов дебютний сольний альбом — «Pictures At Eleven», який отримав золотий статус. Наступного року вийшов другий диск — «The Principle of Moments», у записі якого взяв участь ударник «Genesis» Філ Коллінз. Альбом розійшовся тиражем понад мільйон примірників.
В середині 1980-х Плант взяв участь в групі «The Honeydrippers», до складу якої входили Джиммі Пейдж, Джефф Бек і Ніл Роджерс. Протягом 1980-х Плант випустив ще три альбоми: «Shaken 'n' Stirred» (1985), «Now and Zen» (1988) і «Manic Nirvana» (1990). У створені альбому «Now and Zen» музиканту допомагав Джиммі Пейдж. Плант, в свою чергу, допоміг при записі першого сольного альбому Джиммі «Outrider».
У 1985 році Роберт Плант, Джиммі Пейдж і Джон Пол Джонс вперше після розпаду «Led Zeppelin» виступили разом на одній сцені, в рамках благодійного фестивалю «Live Aid» в Каліфорнії. Пізніше Плант, Пейдж і Джонс ще кілька разів виступали разом (зокрема, на святкуванні 40-річчя «Atlantic Records» 1988 року, разом з сином Джона Бонема — Джейсоном, який також став ударником).
Після випуску альбому «Manic Nirvana» (який отримав «золотий» статус) Роберт Плант провів світове концертне турне. 1992 року виступив на «The Freddie Mercury Tribute Concert», концерт організований групою «Queen», був присвячений пам'яті Фредді Мерк'юрі.
У 1993 році Плант випустив альбом — «Fate of Nations». Після повернення з гастролей на підтримку альбому, співак на деякий час припинив сольну кар'єру. Плант отримав пропозицію виступити разом з Пейджем в телешоу «MTV Unplugged», присвяченому «Led Zeppelin».

## Дискографія
Сольні студійні альбоми
- Pictures at Eleven (1982)
- The Principle of Moments (1983)
- Shaken 'n' Stirred (1985)
- Now and Zen (1988)
- Manic Nirvana (1990)
- Fate of Nations (1993)
- Dreamland (2002)
- Mighty ReArranger (2005)
- Band of Joy (2010)
- Lullaby and the Ceaseless Roar (2014)
- Carry Fire (2017)